# بین زمان و تمبوکتو
بین زمان و تمبوکتو (به انگلیسی: Between Time and Timbuktu) فیلمی ۹۰ دقیقه‌ای به کارگردانی فرد بارزیک محصول کشور ایالات متحده آمریکا است.